# Luxor (företag)

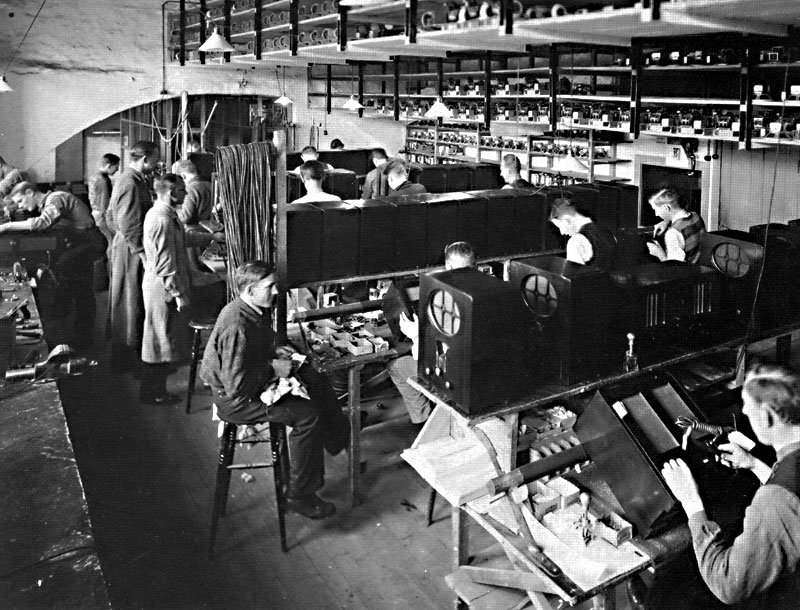
Interiör från fabriken på Strandvägen år 1934

Luxor AB som ägs av företaget Finlux var en stor svensk tillverkare av radio, TV, datorer, grammofoner och bandspelare. Huvudkontor och tillverkning fanns i Motala.

## Historia

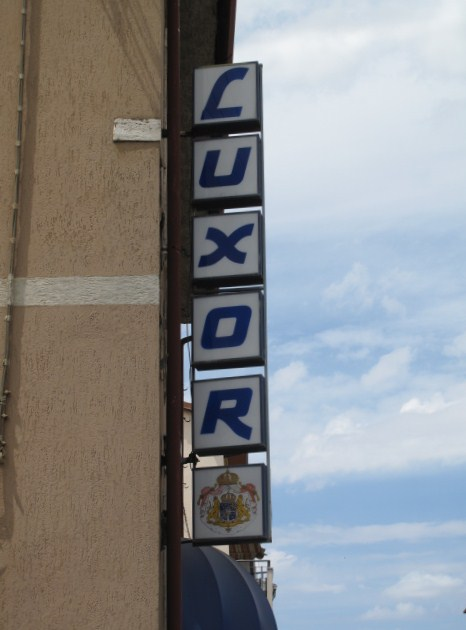
En gammal Luxor reklamskylt i Italien.

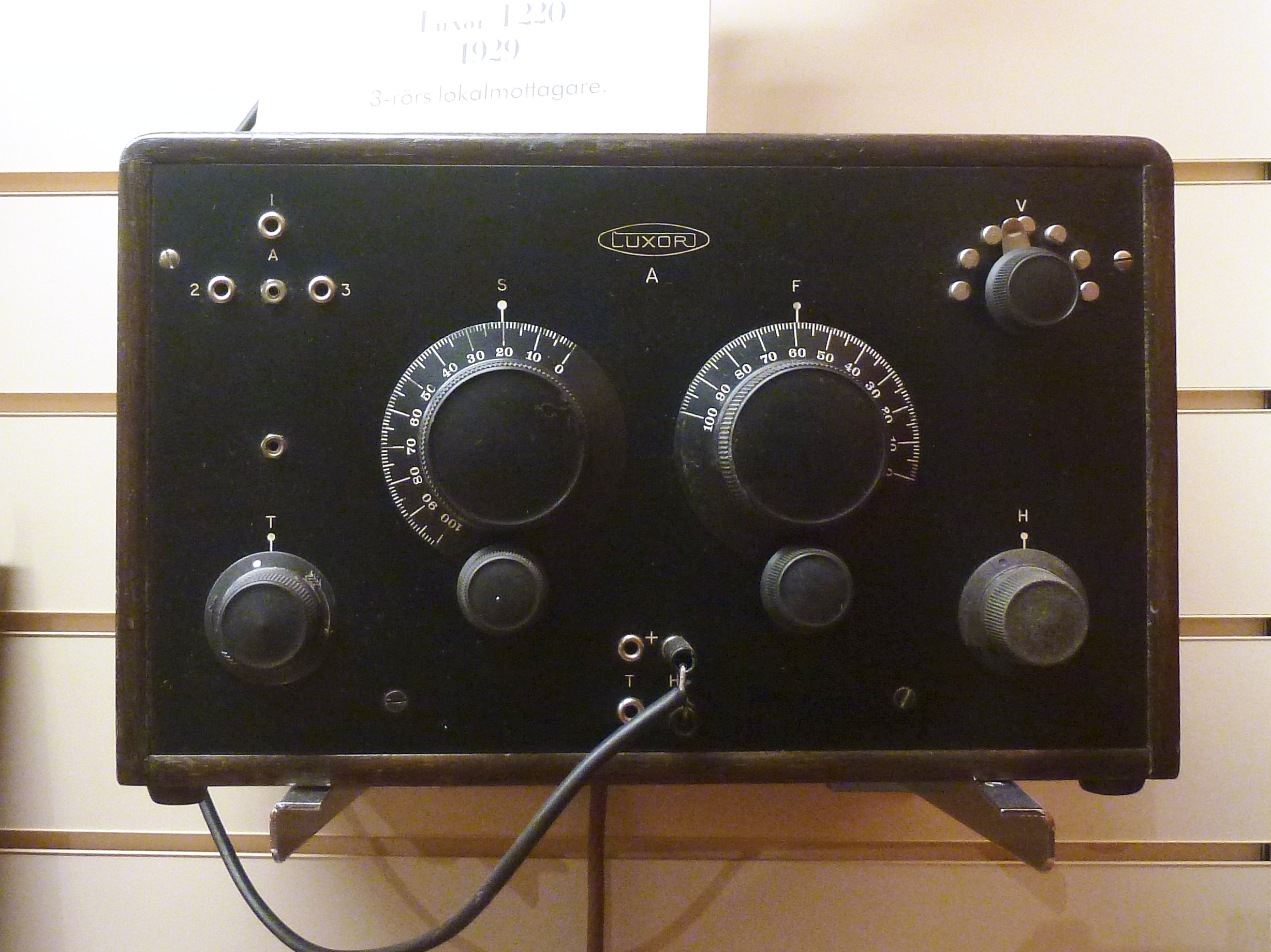
Luxor 3-rörsmottagare från 1929.

Luxor grundades 1923 av Axel Harald Holstensson, född den 7 maj 1889 i Norberg, Västmanland och död den 13 augusti 1979 i Motala. Han var son till en malmlastare och hade ingen annan utbildning än några års folkskola. Han arbetade som elmontör och så småningom som resemontör och verkmästare hos ASEA åren 1907-1918. På fritiden studerade han elektroteknik. 1918 flyttade han till Motala och startade elbutiken och installationsfirman Motala Elektriska Byrå. Efterkrigsdepressionen ledde emellertid nästan till konkurs, läget var kritiskt och en utväg var att börja bygga radioapparater. Komponenter anskaffades från Tyskland och det visade sig möjligt att sälja ett antal apparater med förtjänst, så Axel Holstensson registrerade 1923 Firma Radiofabriken Luxor. Namnet Luxor var välfunnet och då mycket aktuellt eftersom Tutanchamons grav nyss hade upptäckts nära staden Luxor i Egypten.

## Radiofabriken Luxor
Det fanns många privata sändare och radiointresset var stort redan vid fabrikens grundande 1923, trots att det dröjde till 1925 innan Radiotjänst etablerades. Det året fanns det i januari nästan 40000 licensbetalare, men antalet ökade snabbt till 120 000 redan i oktober. Den vanligaste radiotypen var kristallmottagare, men Luxor satsade på rörmottagare som även kunde ta emot utländska sändare. Dessa mottagare hade ett eller flera elektronrör som förstärkte signalen från antenn till de anslutna hörlurarna. En kristallmottagare kostade i mitten av 1920-talet cirka 20 kronor och en rörapparat mellan 100 och 150 kronor. 1927 hade verksamheten ökat så att man tvangs flytta till en hyrd träbarack vid Strandvägen och under perioden 1927 till 1940 byggdes fabriken ut inte mindre än nio gånger. Radioutvecklingen gick mot större apparater med integrerade högtalare. På 1940-talet blev radiomöbler vanliga. Det var finmöbler med radio, högtalare och grammofon i en enhet.

## Luxor Radio AB och patentprocesser
Den enskilda firman ombildades 1934 till Luxor Radio AB. I mitten av 1930-talet anklagades Luxor och även Gylling & Company av Philips och AGA-Baltic för patentintrång. Det ledde till årslånga processer, som Luxor och Gylling så småningom vann. Men under tiden förlorade man återförsäljare, som även de hotades med stämning om de sålde de anklagade företagens produkter.  Lösningen blev att etablera egna butiker i de städer där återförsäljarna försvann. 1937 och 1938 öppnades därför butiker i Hudiksvall, Sundsvall, Skövde, Halmstad och Kalmar och som mest hade Luxor ett femtiotal butiker i egen regi.

## Skivväxlare och Magnefon
År 1934 introducerades en skivväxlare vars konstruktion successivt förbättrades under de följande åren. Skivväxlaren kunde spela av skivorna automatiskt en efter en ur en bunt på upp till 10 skivor och därmed kunde cirka en halvtimmes sammanlagd speltid erhållas, innan man behöver ladda skivväxlaren igen. Grammofonernas popularitet växte och 1949 lanserades fyra nya modeller. 
År 1949 marknadsfördes även den helt nya trådinspelaren Magnefon. Den byggde på ett amerikanskt patent, som Luxor utvecklat vidare. Magnefoner såldes fristående eller integrerade i radiomöbler. En Luxor radiogrammofon kostade i mitten av 1950-talet strax under 1000 kronor. Med skivväxlare steg priset till 1300 kronor och dessutom med trådspelaren blev priset 1700 kronor. Trådspelarna efterträddes snart av bandspelare. 1945 köpte Luxor det konkursmässiga Skandinaviska Radio AB med varumärket Skantic, som sedan användes parallellt med Luxors eget.

## Större fabrik och televisionens intåg

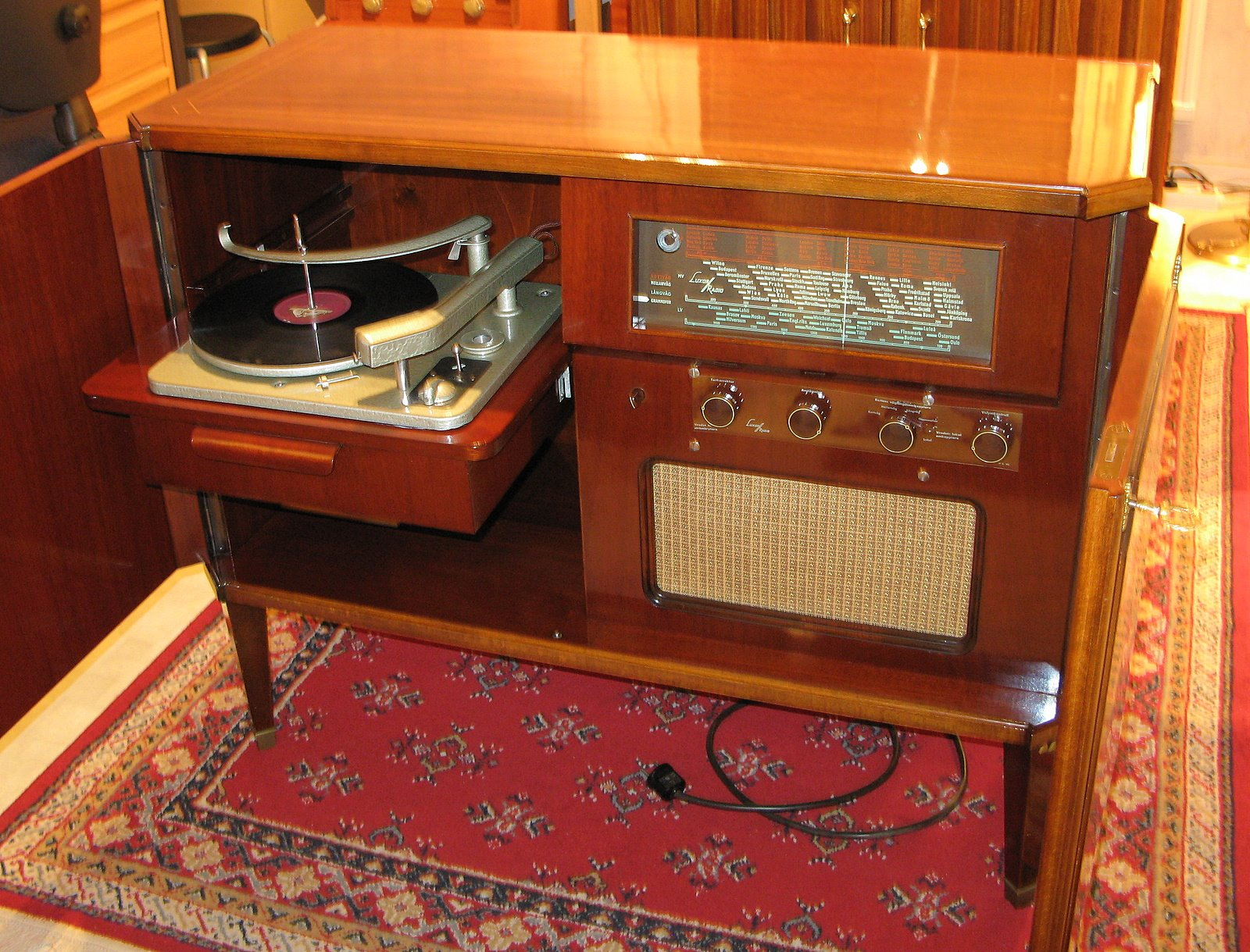
Luxor Empire från 1948. "En smakfull gustaviansk stilmöbel som på ett lyckligt sätt förenar förnäm kultur med 50-talets teknik."

Hela fabriken flyttades 1947-48 till nybyggda lokaler på Hagen. Där växte verksamheten under de kommande trettio åren då Luxor jämsides med Svenska Philips blev marknadsledande inom radio och TV i Norden. 1955 började Luxor tillverka tv-apparater, 1965 den första svenskbyggda batteri-TV:n, 1964 den första svenskbyggda TV-kameran och 1969 den första svenskkonstruerade färg-TV:n. 
En katastrofal brand 1976 ödelade 15 000 m² fabriksyta. Produktionsbortfallet på Luxor medförde en kraftigt ökad import av konkurrerande apparater och priskrig. Konkurrens från Fjärran Östern ledde till att den egna tillverkningen av radioapparater upphörde 1976 och snart även produktionen av grammofoner och bandspelare. Istället köptes apparater från Asien som såldes under Luxors och Skantics varumärken.

## TV-spel
Ett av få svensktillverkade TV-spel är Luxor Video Entertainment System som tillverkades på licens från amerikanska Fairchild och var samma konsol som deras Channel F, först kallad Video Entertainment System. Spelens kassetter och kartonger hade svensk text och konsolen är känd för att det var den första TV-spelet med utbytbara kassetter med ROM:ar. Den amerikanska motsvarigheten släpptes redan 1976.

## Persondatorer

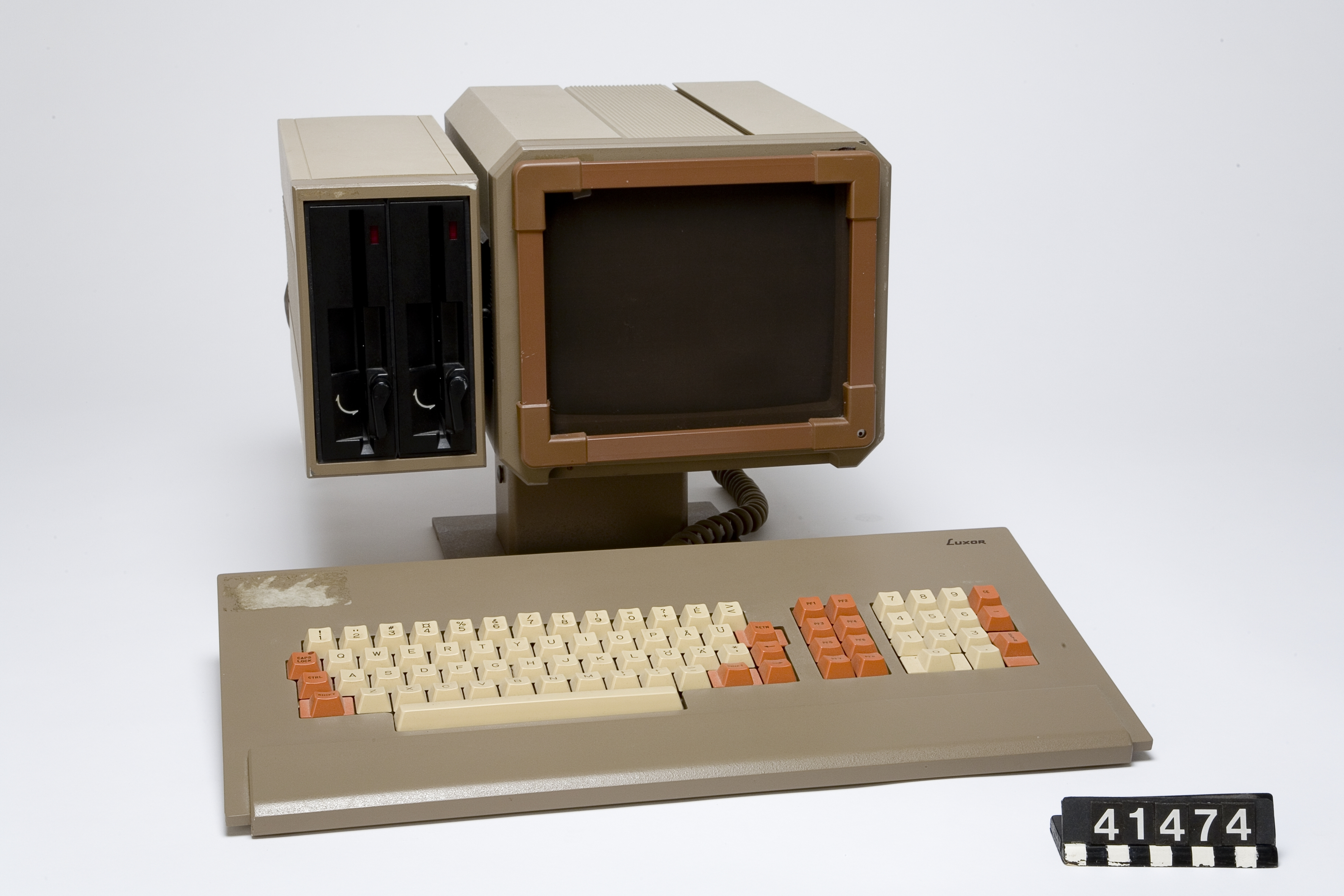
Luxor ABC 802

Tillverkningen av persondatorer skedde på initiativ av Scandia Metric och Dataindustrier AB och startade 1978 med modellen ABC 80 som senare följdes av ABC 800 (med undermodellerna ABC 802 och ABC 806) och ABC 1600. Dessa sålde bra till en början och en separat division med namnet Luxor Datorer AB skapades år 1982 för att utveckla och producera persondatorprodukter och kringutrustning. Omkring 1983 började IBM:s PC med Microsoft DOS operativsystem att dominera PC-marknaden. I en av Luxors reklamkampanjer frågades "Vem behöver vara IBM-kompatibel?", något som de flesta datorköparna så småningom ansåg att de behövde vara och ABC-produktionen lades ned av dåvarande ägaren Nokia år 1986.

## Statligt övertagande
Trots datorsatsningen var företaget ändå nära konkurs 1979. 1981 besökte den amerikanska persondatortillverkaren Commodores VD Jack Tramiel personligen Luxor i Motala, men valde att inte satsa på ett uppköp. Anledningen var, enligt Svenska Dagbladet, "föråldrade produktionsresurser och produktionsteknologi". Krisen löstes genom förstatligande. I en utredning sammanfattades problemen: misslyckad exportsatsning, förluster till följd av branden, överkapacitet i produktionen och dålig ledning. Fyra månader efter statens övertagande avled Axel Holstensson. Luxor AB delades upp på tre dotterbolag: Luxor Konsumentelektronik AB, Luxor Electronics AB och Luxor Datorer AB. Senare tillkom även Luxor Satellite AB för tillverkning och försäljning av satellitmottagare.

## Luxor splittras
Finska Nokia gick in som huvudägare 1984. Datortillverkningen lades ner 1986 och TV-tillverkningen i Motala började avvecklas 1992 och flyttades till Finland. I stället producerades mottagare för kabel- och satellit-TV. Men Nokia ville renodla sin verksamhet till mobiltelefoni och sålde därför satellitmottagarverksamheten 1998 till amerikanska Space Craft Inc.. Det företaget fortsatte att tillverka satellitmottagare i Motala fram till 2002, då den överfördes till låglöneländer.
Redan 1997 sålde Nokia tillverkningen av bilhögtalare och audioförstärkare till Harman International Industries.
Ett samarbete med då Electroluxägda Autoliv AB ledde till att Autoliv först blev delägare i Luxor Electronics för att sedan 1998 köpa hela verksamheten. I Motala fanns tillverkning av olika typer av elektronikprodukter för fordonsindustrin kvar till den 18 januari 2016 då den sista produktionslinan stoppades.
Varumärket Luxor ägs numera av turkiska Vestel och används för tv-apparater på den svenska marknaden. Dessa har då inget att göra med televisionsapparater som Luxor AB själva tillverkade och sålde.